# Partido de la Social Democracia Brasileña
El Partido de la Social Democracia Brasileña (PSDB) es un partido político brasileño. Originalmente un partido de centroizquierda (con intenciones socialdemócratas, aunque nunca tuvo ninguna fuerza real entre los sindicatos) en el momento de su fundación, el PSDB se alió con la derecha luego que Fernando Henrique Cardoso forjó una alianza con el derechista Partido del Frente Liberal (PFL) y fue elegido Presidente de Brasil. 
Su mascota histórica es un tucán de colores azul y amarillo; los miembros del partido son llamados tucanos por esta razón. Famosos tucanos son Fernando Henrique Cardoso, Mário Covas, Geraldo Alckmin (ahora perteneciente al PSB), Tasso Jereissati, Eduardo Leite, Aécio Neves, Franco Montoro, Yeda Crusius o José Serra, entre otros. Su número electoral es el 45.
Nacidos como parte de la oposición socialdemócrata a la dictadura militar desde fines de los años 1970 hasta los años 1980, el PSDB y el Partido de los Trabajadores (PT) fueron desde mediados de los años 1990 los rivales más enconados en la política brasileña, con el PSDB y el PT compartiendo el primer y segundo lugar indistintamente en las elecciones presidenciales de 1994 a 2014. En la segunda década del siglo XXI, el PSDB fue desplazado de su lugar de principal oposición al PT por Jair Bolsonaro y sus aliados de ultraderecha.

## Historia

Logotipo del partido desde 1988 hasta 2019.

El PSDB, inicialmente clasificado como de centroizquierda, fue fundado el 25 de junio de 1988 por disidentes del Partido del Movimiento Democrático Brasileño (PMDB) descontentos con la política del gobierno de José Sarney. Este grupo, que incluye a Fernando Henrique Cardoso, Mário Covas, José Serra, Geraldo Alckmin y Aécio Neves, era partidario de la "tercera vía" liberal representada internacionalmente por Tony Blair, Bill Clinton y Gerhard Schröder.
El politólogo Glauco Peres señala que la evolución del partido hacia el conservadurismo fue "por etapas", citando "las políticas liberales y las grandes privatizaciones de la era Cardoso" (presidente de República entre 1995 y 2002), la emergencia gradual de un "discurso conservador y religioso" a principios de la década de 2010, y la campaña perdida del candidato del partido Aécio Neves en las elecciones presidenciales de 2014, orientada a la derecha. 
Siendo el tercer partido más grande en el Congreso Nacional, el PSDB ha sido el principal opositor a las administraciones de Luiz Inácio Lula da Silva y Dilma Rousseff.
El PSDB fue uno de los actores del impeachment de la presidenta Dilma Rousseff en 2016 y participó en el gobierno de su sucesor Michel Temer.
En las elecciones de alcaldes de noviembre de 2016 el PSDB obtuvo una alta votación a nivel nacional haciendo que gobierne al 23.7 % de la población brasileña, un índice récord para el partido desde 2000.
Tras apoyar la candidatura de Geraldo Alckmin en las elecciones presidenciales de 2018, que fue eliminado en la primera vuelta con el 4,8 % de los votos, algunos de los cuadros del partido apoyaron en la segunda vuelta al candidato Jair Bolsonaro, hacia el que ya se había volcado la mayor parte del electorado tradicional del partido.

## Perfiles de los cuadros del partido
Según el investigador Christophe Ventura, los candidatos del partido suelen ser evangélicos, multimillonarios y empresarios. Se presentan como "gestores" frente a "políticos".

## Controversias
El PSDB fue considerado el partido más "sucio" de Brasil por las instituciones electorales en 2012 debido a los recurrentes casos de corrupción en los que está implicado. Sin embargo, según un estudio académico de 2016, el partido se ha beneficiado claramente de la complacencia de los medios de comunicación brasileños, que apenas han mencionado estos casos. El PSDB fue uno de los partidos más corruptos de Brasil en la década de 1990.

## Presidentes del partido
- José Richa (1988–1989)
- Mário Covas (1988–1989)
- Fernando Henrique Cardoso (1988–1989)
- Franco Montoro (1988–1989, 1989–1991)
- Tasso Jereissati (1991–1994)
- Artur da Távola (1995–1996)
- Teotonio Vilela Filho (1996–2001)
- José Aníbal (2001–2003)
- José Serra (2003–2005)
- Eduardo Azeredo (2005)
- Tasso Jereissati (2005–2007)
- Sérgio Guerra (2007–2013)
- Aécio Neves (2013–2017)
- Geraldo Alckmin (2017-2019)
- Bruno Araújo (2019-2023)
- Eduardo Leite (2023-2024)
- Marconi Perillo (2024-actualmente)

## Resultados electorales

### Elecciones presidenciales
|  | 11,5 % |

|  | 54,3 % |

|  | 53,1 % |

|  | 23,2 % |

|  | 38,7 % |

|  | 41,6 % |

|  | 39,2 % |

|  | 32,6 % |

|  | 44,0 % |

|  | 33,6 % |

|  | 48,4 % |

|  | 4,8 % |

|  | 4,2 % |

### Elecciones parlamentarias
|  | 8,7 % |

|  | 13,9 % |

|  | 17,5 % |

|  | 14,3 % |

|  | 13,6 % |

|  | 11,9 % |

|  | 11,4 % |

|  | 6,0 % |